# Scutatuspinosus itapagipensis
Scutatuspinosus itapagipensis è un pesce osseo estinto, appartenente agli ellimmittiformi. Visse nel Cretaceo inferiore (Hauteriviano, circa 130 milioni di anni fa) e i suoi resti fossili sono stati ritrovati in Brasile.

## Descrizione
Questo pesce lungo circa 7 centimetri era piuttosto simile a una sardina, ma era dotato di scudi ossei dorsali e ventrali piuttosto robusti; in particolare, gli otto scudi ventrali posteriori alle pinne pelviche erano provvisti di forti spine acuminate nella zona posteriore. Spine più piccole erano presenti anche sugli scudi dorsali (da qui il nome generico Scutatuspinosus). L'orbita era ridotta, e la mascella era allungata e dritta, con un processo craniale prominente; erano inoltre presenti due piccole supramaxillae posizionate sopra la metà posteriore della mascella. 

## Classificazione
Scutatuspinosus itapagipensis venne descritto per la prima volta nel 1985, sulla base di resti fossili ritrovati nella penisola di Itapagipe (Bahìa, Brasile), in terreni del Cretaceo inferiore  (probabilmente Hauteriviano). Gli autori della prima descrizione considerarono Scutatuspinosus come un membro di una sottofamiglia a sé stante (Scutatuspinosinae) dei clupeidi (sardine e aringhe), affine a Diplomystus. Solo successivamente questo genere, come anche Diplomystus, venne assegnato all'ordine degli ellimmittiformi, un gruppo di pesci clupeomorfi solo lontanamente imparentati con aringhe e sardine. Secondo revisioni più recenti, Scutatuspinosus farebbe parte della famiglia Paraclupeidae, comprendente le forme più derivate di ellimmittiformi, anche se non è chiaro se fosse un membro relativamente basale (de Figueiredo e Ribeiro, 2017) o estremamente derivato (Boukhalfa, 2019) di questo clade. In ogni caso, Scutatuspinosus è probabilmente il più antico ellimmittiforme noto.